# Местеакан (Њамц)
Местеакан (рум. Mesteacăn) насеље је у Румунији у округу Њамц у општини Икусешти. Oпштина се налази на надморској висини од 329 m.

## Становништво
Према подацима из 2002. године у насељу је живело 418 становника, од којих су сви румунске националности.